# Чавьяно, Даина
Даи́на Чавья́но (исп. Daína Chaviano, 19 февраля 1957, Гавана) — кубинская писательница.

## Биография
Окончила Гаванский университет, специалист по английской филологии. С 1991 года проживает в США.

## Творчество
Автор стихов, новелл, романов, киносценариев, книг для детей и юношества. Дебютную книгу новелл Миры, которые я люблю выпустила в 1980, Национальная литературная премия в номинации «Научная фантастика»). Одной из первых на Кубе работала в жанре научной фантастики и фэнтези (роман Сказки межпланетной бабушки, 1988). Наибольшее признание в мире нашли её романы о тайной жизни Гаваны Он, она и голод (1998, премия Асорина, Испания), Игорный дом (1999), Кошка взаперти (2001), Остров бесконечной любви (2006), написанные и опубликованные уже в эмиграции. Последний роман, который был отмечен во Флориде премией за лучшую испаноязычную книгу года и который в общей сложности издан на 25 языках, стал самым переводимым произведением кубинской литературы за все время её существования.

## Признание
Премия Анны Зегерс (Берлин, 1990), премия Асорина (1998) и другие награды.

## Книги на русском языке
- Остров бесконечной любви, Азбука, 2017